# Зигота

Зигота человека с пронуклеусами

Зиго́та (от др.-греч. ζυγωτός — удвоенный) — диплоидная клетка, образующаяся в результате оплодотворения. Зигота является тотипотентной клеткой, то есть способной породить любую другую. Термин ввёл немецкий ботаник Э. Страсбургер. Как правило, зигота является самой ранней одноклеточной стадией развития многоклеточных организмов.

## Человек
У человека оплодотворение яйцеклетки происходит в фаллопиевой трубе. Оплодотворённая яйцеклетка называется зиготой. Стадия зиготы у человека продолжается около 24-28 часов от момента оплодотворения яйцеклетки до разделения зиготы на две дочерние клетки. Несколько поколений дочерних клеток, образовавшихся в результате дробления зиготы, называют бластомерами. Первые деления зиготы называют «делениями дробления» потому что клетка именно дробится: дочерние клетки после каждого деления становятся всё мельче, а между делениями отсутствует стадия клеточного роста. Эмбрион на стадии дробления уже не называется зиготой, стадия дробления продолжается около 3 дней и завершается формированием морулы. По мере развития дробящийся эмбрион перемещается по фаллопиевой трубе с током жидкости в сторону матки. На 4 день развития эмбрион на стадии морулы достигает матки, где в течение последующих 2 дней формирует бластоцисту, которая имлантируется в стенку матки.
Зигота, как и яйцеклетка, является одной из самых крупных клеток человека, её диаметр составляет около 0,12 мм. Это шарообразная полупрозрачная клетка, окружённая так называемой блестящей оболочкой. Внутри зиготы формируются два ядра, которые называются пронуклеусами. Одно из ядер формируется из проникшего сперматозоида, оно называется мужским пронуклеусом и содержит отцовские хромосомы. Другое ядро формируется в результате созревания яйцеклетки, оно называется женским пронуклеусом и содержит материнские хромосомы. Оба ядра зиготы сближаются и находятся в непосредственном соприкосновении на протяжении нескольких часов. Ядрышки двух пронуклеусов также приближаются друг к другу. В ряде случаев пронуклеусы сливаются в общее ядро зиготы, которое вскоре исчезает. Но чаще исчезновение пронуклеусов происходит без слияния. После исчезновения пронуклеусов хромосомы отца и матери объединяются в единую метафазную пластинку, после чего в течение 1-2 часов происходит разделение зиготы на дочерние клетки.

## Растения
У наземных растений зигота образуется в клетке, называемой архегоний. У бессемянных растений архегонии, как правило, колбовидные, с длинной полой трубкой, через которую клетка антеридия входит внутрь. Зигота растёт и делится внутри архегония.
Взрослое растение, как и все живые организмы, способно воспроизводить новые организмы того же вида, что и само растение. Размножение — это увеличение количества себе подобных организмов. Размножение — одно из свойств жизни, оно присуще всем организмам. Благодаря размножению вид может существовать очень долго.
Растения способны к половому и бесполому размножению.
В бесполом размножении участвует только одна особь, и оно происходит без участия половых клеток. При этом дочерние организмы по своим свойствам одинаковы с материнским организмом. У растений бесполое размножение представлено вегетативным размножением и размножением спорами.
Размножение спорами есть у водорослей, мхов, папоротников, хвощей и плаунов. Споры представляют собой мелкие клетки, покрытые плотной оболочкой. Они способны длительное время переносить неблагоприятные условия среды. Когда они попадают в благоприятные условия, то прорастают и образуют растения.
При половом размножении происходит слияние женских и мужских половых клеток. Дочерние организмы отличаются от родительских. Процесс слияния половых клеток называется оплодотворением.
Половые клетки по-другому называют гаметами. Женские гаметы — это яйцеклетки, мужские — спермии (неподвижны, у семенных растений) или сперматозоиды (подвижны, у споровых растений).
В результате оплодотворения появляется особая клетка — зигота — которая содержит наследственные свойства яйцеклетки и спермия. Зигота дает начало новому организму.
Хотя дочерний организм похож на родителей, у него всегда есть какие-то новые признаки, которых нет ни у одного из родительских организмов. Это главное отличие полового размножения от бесполого. Таким образом, половое размножение обеспечивает группу организмов одного вида разными свойствами. Это повышает шансы группы на выживание.
У цветковых растений оплодотворение достаточно сложное. Его называют двойным оплодотворением, так как оплодотворяется не только яйцеклетка, но и ещё одна клетка.
Спермии формируются в пылинках пыльцы, которые, в свою очередь, созревают в пыльниках тычинок. Яйцеклетки образуются в семязачатках, которые находятся в завязи пестика. Из семязачатков развиваются семена после оплодотворения яйцеклетки спермием.
Чтобы оплодотворение произошло, растение должно быть опылено, то есть пыльца должна попасть на рыльце пестика. Когда пылинка пыльцы попадает на рыльце, то она начинает прорастать сквозь рыльце и столбик внутрь завязи, образуя пыльцевую трубку. В это время в пылинке образуются два спермия, которые продвигаются к кончику пыльцевой трубки. Пыльцевая трубка проникает внутрь семязачатка.
В семязачатке одна клетка делится и удлиняется, образуя зародышевый мешок. В нём находится яйцеклетка и ещё одна особая клетка с двойным набором наследственной информации. Пыльцевая трубка прорастает в этот зародышевый мешок. Один спермий сливается с яйцеклеткой, образуя зиготу, а второй — с центральным ядром. Зародыш растения развивается только из зиготы. От второго слияния образуется питательная ткань (эндосперм). Это обеспечивает зародыш питанием во время прорастания.

## Развитие
Зигота
- либо непосредственно после оплодотворения приступает к развитию;
- либо покрывается плотной оболочкой и на некоторое время превращается в покоящуюся спору (часто называется зигоспорой) — характерно для многих грибов и водорослей.

Стадии развития зародыша:
- Гаметы;
- Зигота;
- Морула;
- Бластула;
- Гаструла;
- Нейрула;
- Органогенез.